# 晴天娃娃

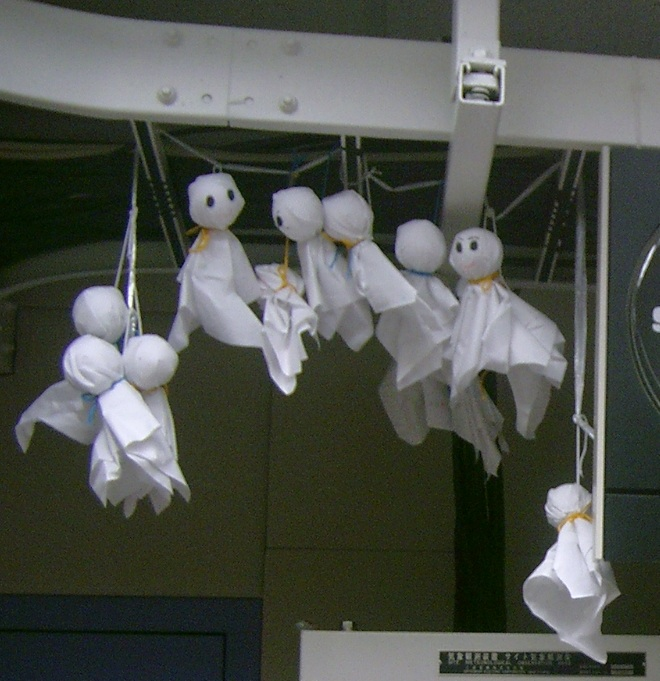
日本的晴天娃娃

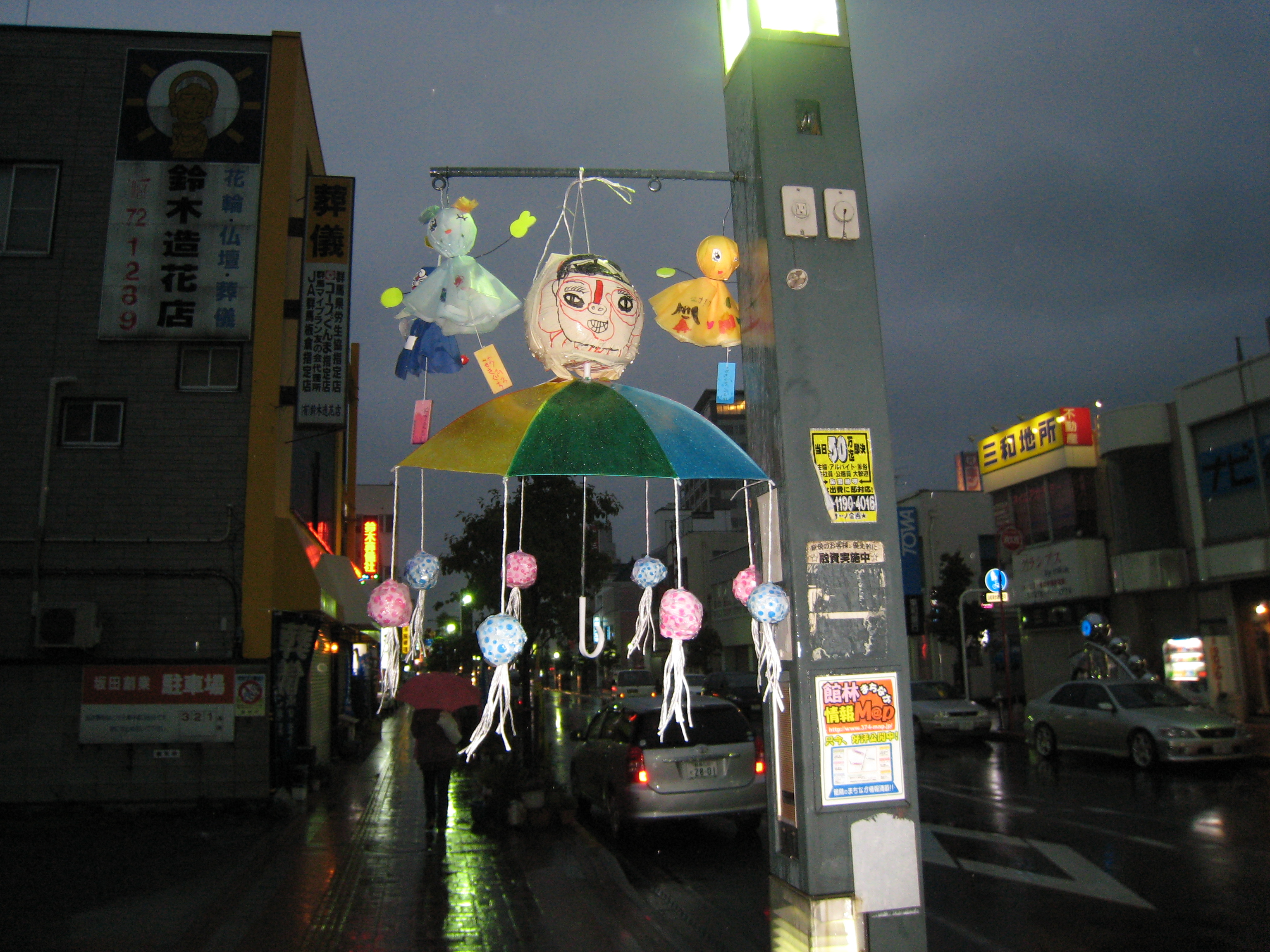
一把雨傘上懸掛著晴天娃娃

晴天娃娃（日语：／ Deruderubouzu，意指晴天和尚），在中國古稱扫晴娘、扫天婆、晴天和尚，主要流行于中国農村和日本等地，是一种悬挂在屋檐上祈求晴天的布偶。中國的晴天娃娃常以剪纸或布头的形式制作成娃娃形象，一手拿帚，头上剪成莲花状；而日本的晴天娃娃多以方形手帕包裹乒乓球或棉团，並且在圆团上绘画五官。

## 起源

### 中國
關於「掃晴娘」最早的記載出現於元代初期（13世紀），山西澤州人李俊民《掃晴婦》詩曰：「卷袖搴裳手持帚，掛向陰空便搖手。」另見，明劉侗、于奕正 《帝京景物略·春場》：「雨久，以白紙作婦人首，剪紅緑紙衣之，以苕菷苗縛小帚，令攜之，竿懸簷際，曰掃晴娘。」；清趙翼 《陔馀叢考·掃晴娘》：「吳 俗，久雨后，閨閣中有剪紙為女形，手持一帚，懸簷下以祈晴，謂之掃晴娘。」

### 日本
江戶時代中期（18世紀）就已經有了裝飾用途，當時以摺紙造成，形狀比較類似人型。
在大正時代，日本小說家淺原六朗創作了一首關於「晴天娃娃」的童謠，後來由中山晉平譜曲，並在1921年發表。

## 影視作品
- 在日本动画《一休和尚》中，曾多次出现过晴天娃娃的畫面。
- 新海誠執導的動畫《天氣之子》中，女主角祈雨時使用的重要道具包含晴天娃娃。